# Зеленино (Вологодская область)
Зеленино — деревня в Вологодском районе Вологодской области.
Входит в состав Семёнковского сельского поселения, с точки зрения административно-территориального деления — в Семёнковский сельсовет.
Расстояние по автодороге до районного центра Вологды — 19 км, до центра муниципального образования Семёнково — 11 км. Ближайшие населённые пункты — Вотолино, Вепрево, Семшино, Окунево, Дубровское, Высочка.
По данным переписи в 2002 году постоянного населения не было.